# Rob Zombie-diszkográfia
Rob Zombie (eredeti nevén Robert Bartleh Cummings) 1965. január 12-én született New Yorkban. Fiatalként kedvencei voltak a Black Sabbath, a The Ramones, a KISS és Alice Cooper. 1985-ben hozta létre a White Zombie-t, amely híressé tette. A White Zombie feloszlása után szólókarrierbe kezdett. Első szólólemeze a Hellbilly Deluxe 1998-ban jelent meg. Albumait leginkább a Groove metal, és Industrial metal stílusokba sorolják. A 2006-os Educated Horses című lemeze nagy meglepetésnek számított, mivel addigi munkáitól szokatlanul, a '70-es évek glam vonalán halad.

## Stúdióalbumok
- Hellbilly Deluxe – 1998. augusztus 25.
- The Sinister Urge – 2001. november 13.
- Educated Horses – 2006. március 28.
- Hellbilly Deluxe 2 – 2009. november 10.

## Koncertalbumok
- Zombie Live – 2007. október 23.

## Remixalbumok
- American Made Music To Strip By – 1999. október 26.

## Válogatásalbumok
- Past, Present & Future – 2003. szeptember 23.
- The Best of Rob Zombie – 2006. október 10.

## Kislemezek
- Dragula – 1998
- Living Dead Girl – 1998
- Superbeast – 1999
- Demon Speeding – 2001
- Feel So Numb – 2001
- Never Gonna Stop – 2001
- Two-Lane Blacktop – 2003
- Foxy Foxy – 2006
- American Witch – 2006
- Let It All Bleed Out – 2006
- War Zone – 2008